# Redevance d'atterrissage
La redevance d'atterrissage ou taxe d'atterrissage est une redevance faisant partie de l'ensemble des redevances aéronautiques et météorologiques que doivent payer les compagnies aériennes aux aéroports les accueillant.
La redevance est due pour tout aéronef qui effectue un atterrissage et est calculée d'après la masse maximale au décollage portée sur le certificat de navigabilité de l'aéronef (ou sur le registre Véritas), arrondi à la tonne supérieure. Le taux varie qu'il effectue un trafic national ou international.
Cette taxe est versée à l'aéroport accueillant l'avion. Cette contribution financière s'inscrit dans les redevances aéronautiques qui comporte aussi : Redevance par passager ; redevance de stationnement ; redevance carburant.
Les redevances d’atterrissage peuvent grandement varier : Les aéroports congestionnés ont de fortes redevances d'atterrissage. Les petits aéroports ont des redevances plus basses en raison de la moindre demande. L'argent généré par les redevances sert à payer la maintenance ou l'extension des installations de l'aéroport, tels que les bureaux, pistes, aires de stationnement et voies de circulation.